# Gunpoint
Gunpoint ist ein Stealth-Computerspiel mit Puzzle- und Plattformer-Elementen. Es wurde von Indie-Entwickler Suspicious Developments erstellt und am 3. Juni 2013 für Windows veröffentlicht. Später folgte eine Portierung auf Mac und Linux.

## Handlung
Das Spiel ist in der nahen Zukunft angesiedelt. Protagonist ist Richard Conway ein freiberuflicher Spion, der für seine Auftraggeber in Gebäude eindringt. Dieser wird wegen Mordes an einem Waffenhersteller gesucht und muss seine Unschuld beweisen sowie den wahren Auftragsmörder ausfindig machen.

## Spielprinzip
Der Spieler muss sich unerlaubt Zutritt verschaffen und Wachen und Sicherheitsequipment umgehen. Namensgebend ist dabei die Möglichkeit einen Wachmann mit vorgehaltener Waffe (at gunpoint) zu bedrohen. Dem Spieler stehen zahlreiche Gadgets zur Verfügung um Gebäudewände zu erklimmen, den Fallschaden zu minimieren oder mittels crosslink die elektrische Verschaltung zu sabotieren und Schaltkreise neu zu verdrahten.

## Entwicklung
Das Spiel wurde von dem Spieleredakteur Tom Francis mittels Game Maker 8 entwickelt. Der finanzielle Erfolg ermöglichte es ihm, sich Vollzeit als Spieleentwickler umzuorientieren. Für die Grafiken heuerte er John Roberts und Fabian van Dommelen an. Die Musik wurde von Ryan Ike, Francisco Cerda und John Robert Matz komponiert. Später wurde das Spiel von Abstraction Games auf eine eigene plattformunabhängige Game-Engine portiert und Unterstützung für den Steam Workshop hinzugefügt, um mittels des beigefügten Leveleditors erstellte Werke leichter tauschen zu können.

## Rezeption
GameStar merkte an, dass die Antwortmöglichkeiten der Dialoge ohne Konsequenz sei. Das Spiel sei komplett linear was den Videospielwert schmälere. Die Kombination aus knobeln, springen und Wachmänner ausknocken sei ein Garant für Spielspaß. Das Design sei clever, die Steuerung intuitiv und die Rätsel unterhaltsam. Die Geschichte sei gut geschrieben und der Jazz-Soundtrack positiv hervorzuheben. Gunpoint sei jedoch relativ kurz und auch nicht immer fordernd. Es sei motivierend mit den verschiedenen Möglichkeiten zu experimentieren und den elegantesten und schnellsten Lösungsweg auszutüfteln.